# Parti géb
A parti géb (Pomatoschistus microps) a csontos halak (Osteichthyes) főosztályának a sugarasúszójú halak (Actinopterygii) osztályába, ezen belül a sügéralakúak (Perciformes) rendjébe, a gébfélék (Gobiidae) családjába és a Gobiinae alcsaládjába tartozó faj.

## Előfordulása
A parti géb a homokos talajú sekély parti vizeket kedveli. Egyaránt megtalálható a tengerben és a brakkvízben. Elterjedési területe a Balti- és a Földközi-tenger nyugati fele, Spanyolországtól Közép-Norvégiáig.

## Megjelenése
A hal testhossza 3 - 4 centiméter, legfeljebb 5 centiméter. 41 - 52 pikkelye van a hosszanti sorban. Tarkója, a hát eleje, az első hátúszó végéig, és a melltájék, a hasúszók tövéig, pikkelyek nélküli. A faroknyél pikkelyei nagyobbak, mint amelyek a test oldalain vannak. A nászruhás hímen sötét keresztsávok vannak, a torka is sötét. Az első hátúszó hátulsó végén sötétkék folt látszik.

## Életmódja
Társas természetű fenékhal, amely főként apró rákokkal táplálkozik.

## Szaporodása
Április - augusztus között ívik. Az ikrákat a hím őrzi, körülbelül 9 napon keresztül.